# Fervo (filme)
Fervo é um filme de comédia brasileiro de 2023, dirigido por Felipe Jofilly e roteirizado por Thiago Gadelha, baseado no filme francês Poltergay, de 2006. Estrelado por Felipe Abib e Georgiana Góes, o filme acompanha a vida de uma casal que se muda para uma residência onde acontecimentos sobrenaturais acontecem, gerando mal-entendidos. O elenco conta ainda com as atuações de Paulo Vieira, Renata Gaspar, Rita von Hunty, Dudu Azevedo, Suely Franco e Joana Fomm nos demais personagens.
Fervo foi lançado nos cinemas do Brasil em 19 de janeiro de 2023 pela Star Distribuition. O filme foi recebido com críticas mistas e positivas em geral, sendo considerado um filme leve e com responsabilidade ao se tratar de temas sérios, mas com alguns problemas no desenvolvimento do roteiro.

## Sinopse
O casal de arquitetos Léo (Felipe Abib) e Marina (Georgiana Góes) dedica-se à revitalização de mansões destinadas à venda. Recentemente, adquiriram um casarão em ruínas, outrora sede de uma boate LGBT no início dos anos 2000. Paralelamente à restauração do imóvel, seu matrimônio enfrenta tempos difíceis. Justo quando as circunstâncias conspiram para o caos, são apresentados aos três fantasmas que residem na mansão há duas décadas: Mo Nanji Manhattan (Rita von Hunty), Lara (Renata Gaspar) e Diego (Gabriel Godoy), seres encantadores com vínculos ao passado da propriedade.
Mo Nanji, Lara e Diego, antigos proprietários da extinta Fervo, permanecem aprisionados no local desde sua trágica morte há duas décadas, durante um incêndio nas vésperas da inauguração da boate. Com questões não resolvidas neste plano, eles não conseguem avançar em direção à luz. Léo, dotado de uma sensibilidade aguçada, é capaz de perceber as almas e interagir com elas, o que, por sua vez, intensifica a distância entre ele e sua esposa. Em busca de uma solução para libertar seus novos amigos, Léo procura a assistência profissional de Jonas (Paulo Vieira), um médium renomado, e conta também com o apoio de seu amigo Jorge (Dudu Azevedo).

## Elenco
- Felipe Abib como Léo[6]
- Georgiana Góes como Marina
- Rita von Hunty como Mo Nanji Manhattan / Samuel
- Gabriel Godoy como Diego
- Renata Gaspar como Lara
- Paulo Vieira como Jonas
- Dudu Azevedo como Jorge
- Joana Fomm como Morte
- Suely Franco como Sylvia
- Júlia Lemmertz como Letícia
- Bukassa Kabengele como Luiz
- Rosi Campos como Lúcia
- Tonico Pereira como Tibério
- Hamilton Vaz Pereira como Cézar
- Marcelo Adnet como Marcelo (Escrivão)
- Welder Rodrigues como Atendente
- Maitê Padilha como Luisa
- Bruno Jablonski como Rapaz da Loja de Tintas

## Produção

### Desenvolvimento
No início da produção, o título "Assombro" foi considerado para a obra. As gravações do filme começaram em 2018 e, inicialmente, teve sua previsão de estreia para 2020. No entanto, com os avanços da pandemia de COVID-19 no Brasil, a produção precisou ser adiada. O filme é produzido pela Star Original Productions e Movie&Art, em associação com a produtora TF1. O roteiro é assinado por Thiago Gadelha e é livremente inspirado na obra francesa Poltergay, de 2006, dirigido por Eric Lavaine. O filme marca a estreia da drag queen Rita von Hunty  nos cinemas.

## Lançamento
O filme foi lançado diretamente nos cinemas do Brasil a partir de 19 de janeiro de 2023 pela  Star Distribuition, após alguns adiamentos de sua estreia.

## Recepção

### Bilheteria
Fervo obteve desempenho comercial mediano. De acordo com a Ancine, em seus 36 dias de exibição nos cinemas, o filme foi assistido por 11.379 pessoas e gerou uma receita de R$ 212.276,44.

### Resposta da crítica
Fervo foi recebido com avalições mistas e positivas por parte da crítica cinematográfica nacional. Thiago Nolla, jornalista do CinePOP, definiu o filme como uma dos destaques do ano no circuito comercial. Segundo Nolla, o filme "é uma das grandes surpresas do ano e, apesar dos deslizes, tem um resultado bastante satisfatório. O enredo é mais profundo do que imaginamos e permite que o espetacular elenco se entregue de corpo e alma a uma das melhores produções LGBTQIA+ de 2023". Rafael Braz, em sua coluna no A Gazeta, escreveu que Fervo é "uma comédia leve, que, apesar dos problemas, brinca com a nostalgia ao melhor estilo Sessão da Tarde" e que, mesmo não levando o público às "gargalhadas", é eficiente na comédia.

Tayna Gripp, do website Ultraverso, escreveu que Fervo é o "típico filme que por anos vai ser passado nas sessões vespertinas de domingo, e isso é um ponto vitorioso demais, porque ali, naquele roteiro simples, estão lições de representatividades que precisam ser presentes exatamente nesse horário. É necessário que o amor de um filho por seus pais (até mesmo por seu pai que não o aceita) seja mostrado; assim como o amor entre duas mulheres que têm, juntas, uma filha; o amor entre dois homens que não se superam, mesmo depois da morte; e o amor de um casal hétero que aprende com a diversidade a botar no chão todas as paredes que existem dentro de uma relação e que acabam afastando um do outro".